# گریس ام برنر
گریس ام برنر (به آلمانی: Gries am Brenner) یک منطقهٔ مسکونی در اتریش است که در اینسبروک لند واقع شده‌است. گریس ام برنر ۵۵٫۷۹ کیلومتر مربع مساحت دارد ۱٬۱۶۵ متر بالاتر از سطح دریا واقع شده‌است.